# Country Joe (Album)
Country Joe ist das siebente Soloalbum von Country Joe McDonald aus dem Jahr 1974. Bei Allmusic erhielt das Album viereinhalb von fünf Sternen.

## Das Album
Für das Album wurden unter anderem Lieder, die McDonald für den Film Que Hacer von 1970 geschrieben hatte, neu interpretiert. Memories ist ein besinnlicher Song über sein Leben als Jugendlicher in den 1960er Jahren. Eine klangliche Besonderheit des Albums ist es, dass in fast allen Stücken Bläser zum Einsatz kommen. Es ist das letzte Album von McDonald, das von Vanguard Records produziert wurde. Die Produktion übernahm Maynard Solomon, der Präsident von Vanguard Records persönlich.

## Titelliste
Alle Titel von Country Joe McDonald, sofern nichts anderes angegeben
1. Dr. Hip – 3:46
2. Old Joe Corey (David Lippman/Country Joe McDonald) – 3:05
3. Making Money in Chile – 3:11
4. You Messed over Me – 5:02
5. Memories (Donald Baldwin / Jeffrey Bowen / Scott David / T. S. Eliot / Country Joe McDonald / Trevor Nunn / Billy Strange / Egbert VanAlstyne / Kathy Wakefield / Andrew Lloyd Webber) – 6:50
6. Chile – 4:33
7. Pleasin'  – 4:12
8. Jesse James (Country Joe McDonald / Barry Melton / Bob Hunter) – 3:49
9. Satisfactory – 4:09
10. It’s Finally Over – 2:54

## Musiker
- Country Joe McDonald – Gesang, Gitarre, Kazoo und Mundharmonika
- Charlie Brown – Gitarre
- Sam T. Brown – Gitarre
- Sal DiTroia – Gitarre
- Gary Chester – Schlagzeug
- Frank Owens – Klavier
- Joe Macho – Bass